# クラッシュダイエット
クラッシュダイエット (Crashdïet) は、スウェーデン出身のハードロック・バンド。

## 概要
バンド名の由来はガンズ・アンド・ローゼズが『GN'Rライズ』のレコーディング期に録音された未発表曲「Crash Diet」から、バンド創設者のデイヴ・レパードが名付ける。
スウェーデン国内のメジャー・レーベルが、10年振りにグラムメタル系のバンドと契約したことによりクレイジー・リックスをはじめとする同じ系統のバンドにもチャンスを与えるきっかけとなった、北欧スリージー・メタルのパイオニアとして注目されている。その一方でメンバーやマネージャーの急逝等の不運にも見舞われている。

## 来歴

### 結成 - デイヴ・レパードの死 (2000年-2006年)
2000年にデイヴ・レパード（ボーカル、ギター)とピーター・ロンドン（ベース）を中心に結成。
2002年、リハーサル・スタジオに入った後にバンド内に亀裂が生じて、殴り合いの喧嘩などのトラブルが発生した末、バンドの半分のメンバーが脱退してしまう。その後、マーティン・スウィート（ギター)、エリック・ヤング（ドラム）を加えた4人編成となりストックホルム郊外で地道にライブ活動を積み重ねる。
2004年、ストックホルム・レコード とテン・マネジメントの目に留まり契約を交わし、同年10月、デビュー・シングル「Riot in Everyone」のPVがストックホルムのクラシック・ロック・クラブを中心に掛けられて、翌年にはスウェーデンの放送局ZTVでも流され大きな話題となった。
2005年、ファースト・アルバム『レスト・イン・スリーズ』をリリース。モトリー・クルーやスキッド・ロウを代表とする1980年代のグラム・メタルを彷彿させるサウンドでスウェーデンにおけるLAメタル・リバイバルのパイオニアとして注目され始めたが、その矢先の2006年1月20日、バンドの中心人物であったデイヴ・レパードが自宅のアパートで首吊り自殺を図って死亡している所を友人に発見される
デイヴの死により残された3人はバンドを一時解散し、新バンド結成を模索するが、デイヴの遺族が「クラッシュダイエット」の名前で続けることに関して肯定的であったことと、ファンの続けて欲しいという後押しがあったことによってクラッシュダイエットとしてのバンド活動継続を決意する。

### オリ・ヘルマン在籍期 (2007年-2008年)
デイヴの遺族の承認を得て活動再開をした3人は、後任としてフィンランド人のH.オリヴァー・トゥイステッド (オリ・ヘルマン) を迎えて、セカンド・アルバム『The Unattractive Revolution』を2007年にリリースし、スウェーデンのアルバム・チャートで初登場11位を記録。このアルバムではモトリー・クルーのギタリストであるミック・マーズがゲスト・ミュージシャンとして2曲プレイしている。
しかしオリはクラッシュダイエットとは別にレックレス・ラヴのリードシンガーでもあったため、両方のバンドを掛け持ちしていた状態が続いた結果、2つのバンドの両立が難しくなる。他にも国籍上の問題も含め、オリではデイヴの後任としてはコミットメントが不足してるという理由で、このアルバム1枚をリリースした後、2008年の夏頃にオリは解雇された。

### サイモン・クルーズ在籍期 (2009年-2015年)

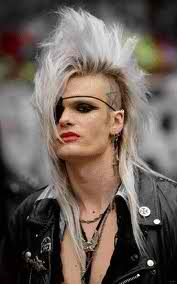
サイモン・クルーズ(Vo) 2010年

2009年2月24日に、バンドはロゴを再設計するためのコンテストを受け付け、優勝者のデザインしたロゴを今後の商品のすべてに採用すると公式ウェブサイトを経由して発表した。そして再び新ボーカルを探し始めたメンバーは、「JAILBAIT」というバンドで活動していたサイモン・クルーズを探し出してニューシンガーとして迎え入れる。
同年10月に「Sweden Rock Festival」主催の船上ロックフェスにおいてサイモンのデビュー・パフォーマンスを行い、翌年にサード・アルバム『ジェネレーション・ワイルド』をリリース。アルバムから同タイトルのシングルをリリースしたが、そのPVがサイモンの腹部に穴開けドリルを突きつけて流血等の過激な演出が原因でMTVから放映禁止を受けてしまう。
本作では本国スウェーデンのチャートで3位にランクインという成功も収めてバンドは完全復活を果たす。翌年にはワールドツアーを敢行し、モトリー・クルーのフィンランドにおけるツアーのサポートにも抜擢された。
2013年、サイモン加入後2作目となる4thアルバム『ザ・サヴェージ・プレイグラウンド』をリリース。5月25日に東京 新木場STUDIO COASTで行われたイベント「LOUD & METAL ATTACK」への出演が決まり、これが初来日公演となるはずだったがツアー先のロンドンで担当マネージャーが不慮の事故で逝去するという事態に見舞われてしまい来日が困難な状況に陥ったことが原因で同イベントの参加を見合わせることになった。
2015年1月10日、11日にCLUB CITTA'で行われる「KAWASAKI ROCK CITY VOL.3 2015」への参加が決まりこれが初来日公演となるが、ツアー1日目には4人揃ってプレイしたものの、2日目にサイモンの欠場が発表され、サイモン以外の3人によるセッションでの公演となった。同年2月26日、サイモン・クルーズの脱退がフェイスブックと公式サイトで正式に発表された。

### 現在 (2017年-)
2017年12月09日、フェイスブックと公式サイトにおいて4代目となる新ボーカリスト、ガブリュエル・キーズ (Gabriel Keyes)が紹介され、同年の大晦日に新曲「We Are The Legion」をリリース、翌年の2018年3月30日、スウェーデンのストックホルムで行われるショーでガブリエル加入後初となるライブを行い、2018年のSweden Rock Festivalにも出演を果たし、ヨーロッパツアーも敢行され益々人気を得る事になった。2019年1月1日には新曲｢Reptile｣が曲、PV共に全世界同時公開された。同年、アルバム『ラスト』を発表した。

## メンバー

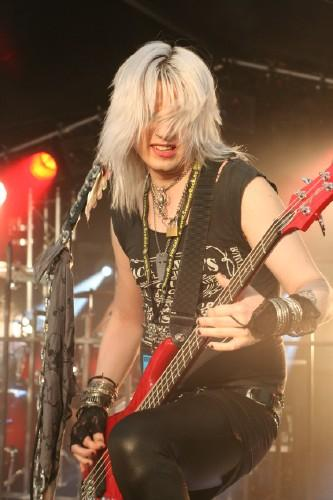
ピーター・ロンドン(B) 2010年

### 現ラインナップ
- マーティン・スウィート (Martin "Sweet" Hosselton) - リードギター (2002年- )
- ピーター・ロンドン (Peter "London" Lunden) - ベース (2002年- )
- エリック・ヤング (Eric "Young" Gjerdrum) - ドラムス (2003年- )
- ガブリュエル・キーズ (Gabriel Keyes) - ボーカル (2017年- )

### 旧メンバー
- デイヴ・レパード (David "Lepard" Roberto Hellman) - ボーカル、リズムギター (2000年-2006年) ※2006年死去
- メアリー・グーリ (Mary Goore) - リードギター (2000年-2002年)
- メイス・ケリー (Mace Kelly) - ベース (2000年-2002年)
- トム・ボーンズ (Tom Bones) - ドラムス (2000年-2002年)
- H.オリヴァー・トゥイステッド (H.Olliver Twisted) - ボーカル (2007年-2008年)
- サイモン・クルーズ (Simon Cruz) - ボーカル、リズムギター (2009年-2015年)

## ディスコグラフィ

### スタジオ・アルバム
| リリース年 | タイトル                                               | 販売レーベル                     | スウェーデン・チャート順位 |
| ---------- | ------------------------------------------------------ | -------------------------------- | -------------------------- |
| 2005       | レスト・イン・スリーズ Rest in Sleaze                  | Universal                        | 12                         |
| 2007       | The Unattractive Revolution                            | Universal                        | 11                         |
| 2010       | ジェネレーション・ワイルド Generation Wild             | Gain Records                     | 3                          |
| 2013       | ザ・サヴェージ・プレイグラウンド The savage playground | Gain Records                     | 2                          |
| 2019       | ラスト Rust                                            | Diet Records/Frontiers Music SRL | -                          |

### シングル
| リリース年 | タイトル                             | ボーカル                     | 収録アルバム                     |
| ---------- | ------------------------------------ | ---------------------------- | -------------------------------- |
| 2004       | "Riot in Everyone" (7インチシングル) | デイヴ・レパード             | —                                |
| 2005       | "Riot in Everyone"                   | デイヴ・レパード             | レスト・イン・スリーズ           |
| 2005       | "Knokk 'Em Down"                     | デイヴ・レパード             | レスト・イン・スリーズ           |
| 2005       | "Breakin' the Chainz"                | デイヴ・レパード             | レスト・イン・スリーズ           |
| 2005       | "It's a Miracle"                     | デイヴ・レパード             | レスト・イン・スリーズ           |
| 2007       | "In the Raw"                         | H.オリヴァー・トゥイステッド | The Unattractive Revolution      |
| 2008       | "Falling Rain"                       | H.オリヴァー・トゥイステッド | The Unattractive Revolution      |
| 2010       | "Generation Wild"                    | サイモン・クルーズ           | ジェネレーション・ワイルド       |
| 2010       | "Chemical"                           | サイモン・クルーズ           | ジェネレーション・ワイルド       |
| 2012       | "Cocaine Cowboys"                    | サイモン・クルーズ           | ザ・サヴェージ・プレイグラウンド |
| 2013       | "California"                         | サイモン・クルーズ           | ザ・サヴェージ・プレイグラウンド |